# Форносово
Форно́сово — посёлок городского типа в Тосненском районе Ленинградской области России. Административный центр Форносовского городского поселения.

## Название
Название населённого пункта Форносово восходит к ижорскому (ингерманландскому) названию Форносова болота (фин. Vornasuo, suo — «болото»), расположенного к юго-западу от населённого пункта и являющегося крупным месторождением торфа.

## История

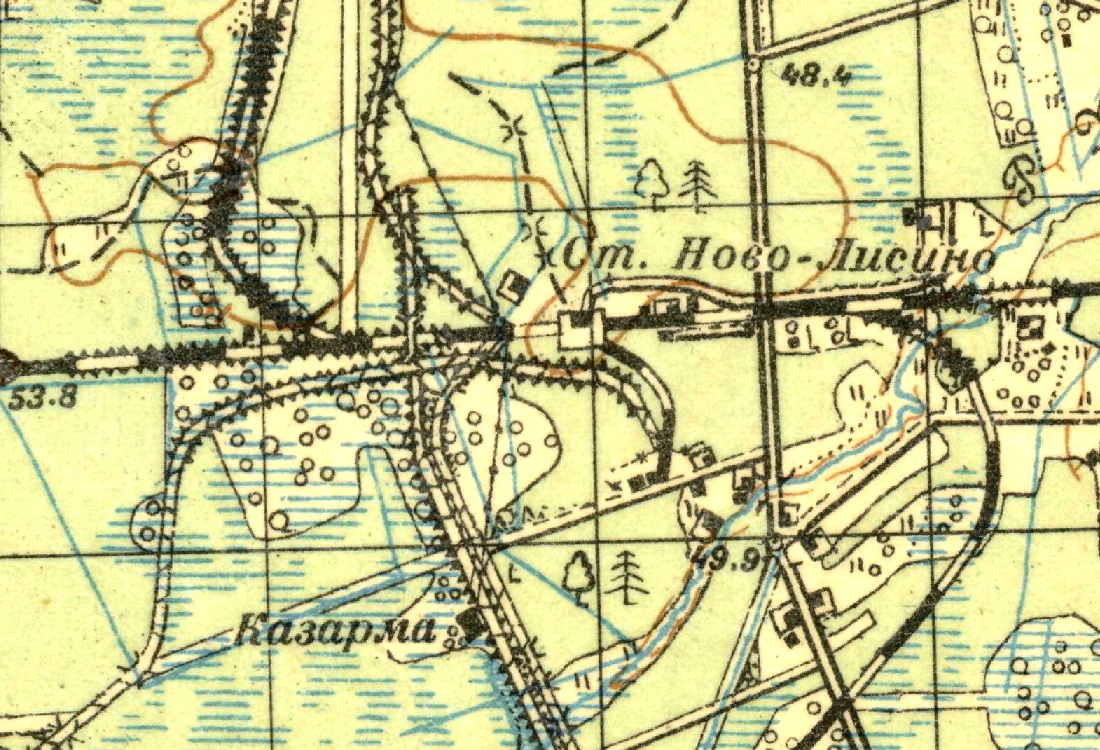
Земли посёлка Форносово на карте 1931 года

С 1870 года на месте современного посёлка существовала железнодорожная станция Новолисино:

НОВО-ЛИСИНО — станция Сев.-Зап. ж. д. Погинского сельсовета, 17 хозяйств, 62 души.

Из них: русских — 9 хозяйств, 30 душ (16 м. п., 14 ж. п.); эстонцев — 4 хозяйства, 18 душ (6 м. п., 12 ж. п.);
 поляков — 2 хозяйства, 12 душ (6 м. п., 6 ж. п.); финнов — 1 хозяйство, 1 душа (м. п.); литовцев — 1 хозяйство, 1 душа (м. п.) (1926 год)

Посёлок Форносово учитывается областными административными данными в Тосненском районе с 1 января 1945 года. В декабре 1945 года в районе станции Новолисино началось строительство Форносовского торфобрикетного завода, с предполагаемой мощностью 50 тысяч брикетов в год. Наряду со строительством завода осваивалась территория посёлка. Было заложено общежитие на 80 человек, два двенадцатиквартирных и четыре двухквартирных дома. Был построен лесопильный завод на две пилорамы. В 1945 году в посёлке открылась школа, в 1948 году — детский сад.
Указом Президиума Верховного Совета РСФСР № 732/101 от 18 января 1949 года вновь возникший при Форносовском предприятии посёлок Форносово был отнесён к категории рабочих посёлков в составе Форносовского поссовета.
С 1963 года Форносовский поссовет подчинён Тосненскому горсовету.
По данным 1990 года в административном подчинении Форносовского поселкового совета находилось местечко Стекольное. Общая численность населения составляла 2700 человек.

## География
Посёлок Форносово расположен в северо-западной части района на автодороге 41К-176 (Павловск — Косые Мосты).
Расстояние до районного центра — 24 км.
В посёлке находится железнодорожная станция Новолисино на пересечении железнодорожных направлений Павловск — Великий Новгород и Мга — Ивангород.
Через посёлок протекает река Хейная. На карте 1915 года она обозначена как Хейна.

## Демография
| 1959  | 1970  | 1979  | 1989  | 1990  | 1997  | 2002  |
| ----- | ----- | ----- | ----- | ----- | ----- | ----- |
| 2579  | ↘2338 | ↗2366 | ↗2774 | ↘2700 | ↘2600 | ↗4866 |
| 2007  | 2009  | 2010  | 2012  | 2013  | 2014  | 2015  |
| ↘4600 | ↘4479 | ↗6408 | ↗6470 | ↘6446 | ↗6449 | ↘6443 |
| 2016  | 2017  | 2018  | 2019  | 2020  | 2021  | 2023  |
| ↘6380 | ↘6329 | ↘6276 | ↘6199 | ↘6156 | ↘4721 | ↘4655 |
| 2024  | 2025  |       |       |       |       |       |
| ↘4590 | ↘4566 |       |       |       |       |       |

## Экономика
В посёлке работает литейно-механический завод, асфальтобетонный завод, завод по производству строительного бетона. В окрестностях — добыча торфа (торфопредприятие).
В Форносове расположено два исправительных учреждения Федеральной службы исполнения наказаний — колония строгого режима УС 20/3 и колония строгого режима УС 20/4.

## Транспорт
Железнодорожная станция Новолисино.
Автобусные маршруты:
- № 315Б (Тосно, вокзал — Форносово)
- № 318А (Тосно, вокзал — Фёдоровское)
- № 521 (станция метро «Купчино» — Поги)
- № 618 (Тосно, вокзал — Пушкин, ЛГУ; часть рейсов до вокзала Павловска).

## Достопримечательности
- Поблизости, в деревне Поги — Смоленская церковь (1857).
- Памятник Герою Советского Союза лётчику М. Ф. Шаронову (1979)
- Могила неизвестного солдата рядом с грунтовой дорогой в деревню Новолисино

## Улицы
1-я Средняя, 2-я Средняя, 3-я Средняя, 4-я Средняя, Вокзальная, Вотчинская, Дальняя, Дачная, Заводская, Зелёная, Комсомольский переулок, Круговая, Ленинградская, Лесная, Луговая, Морская, Новая, Новгородская, Новолисинская, Павловское шоссе, Пионерская, Погинская, Полевая, Промышленная, Ручейная, Светлая, Советская, Сосновая, Станционная, Труда, Центральная, Шаронова, Школьная.